# Caserío Iturbe Haundi
El caserío Iturbe Haundi en Anzuola (Provincia de Guipúzcoa, España) está situado en mediana pendiente en la parte alta del barrio de Lizarraga. 

## Descripción
Se trata de un edificio de planta cuadrada, 25 m x 25 m, cubierta de madera a dos aguas con el gallur perpendicular a la fachada principal que tiene orientación SW; altura de dos plantas y desván.
La fachada principal está construida en mampostería presentando en la planta baja, casi centrados, dos arcos de medio punto dovelados. En la primera planta posee, algo descentrado, un escudo de armas y a ambos lados un balcón antepechado, una ventana y un ventanuco recercados de sillar. La cumbrera se apoya sobre un pilar rectangular de sillería en el centro del hastial. A ambos lados de dicho hastial está abierto. La fachada NW está construida casi en su totalidad en sillarejo gótico salvo una pequeña parte situada cerca de la fachada principal que es de mampostería. En dicha fachada se abren tres saeteras. La fachada SE se compone en parte de sillarejo gótico y en parte de mampostería. En ella se abren a la altura de la planta baja seis huecos de ventana recercados 
de sillar. En el bajo cubierta correspondiente a la primera planta y desván se abren algunos huecos de ventana. La mayor parte de la fachada NE es también de sillarejo gótico. Aquí se abre un portón que da acceso al desván en el lado N y otro acceso de menor sección en la parte central de la planta baja. Además, existen otras cinco ventanas de menor entidad irregularmente dispuestas a lo largo de la fachada.

En el interior, la estructura del edificio se apoya sobre catorce postes de madera enterizos que arrancan desde el suelo de la planta baja y que se hallan apoyados sobre zapatas de piedra. En esta estructura de postes se apoyan una serie de vigas y tornapuntas ensambladas que forman la armadura interior. La zona descrita corresponde a dos tercios de la planta del caserío. Un gran muro de sillarejo gótico hace de separación de la zona descrita anteriormente y el resto. Este muro se sitúa en la zona SE de la planta y hace de cortafuegos de protección de la zona de vivienda que ocupa este lado. Otro muro, también gótico, que alcanza la altura de la primera planta, es perpendicular al anteriormente descrito y separa la estructura interior de madera de la zona SW de la planta. Esta parte es la que corresponde al zaguán principal datado en el siglo XVIII. De este zaguán se accede a la zona de vivienda situada en la parte SE a través de una puerta blindada de hierro forjado.

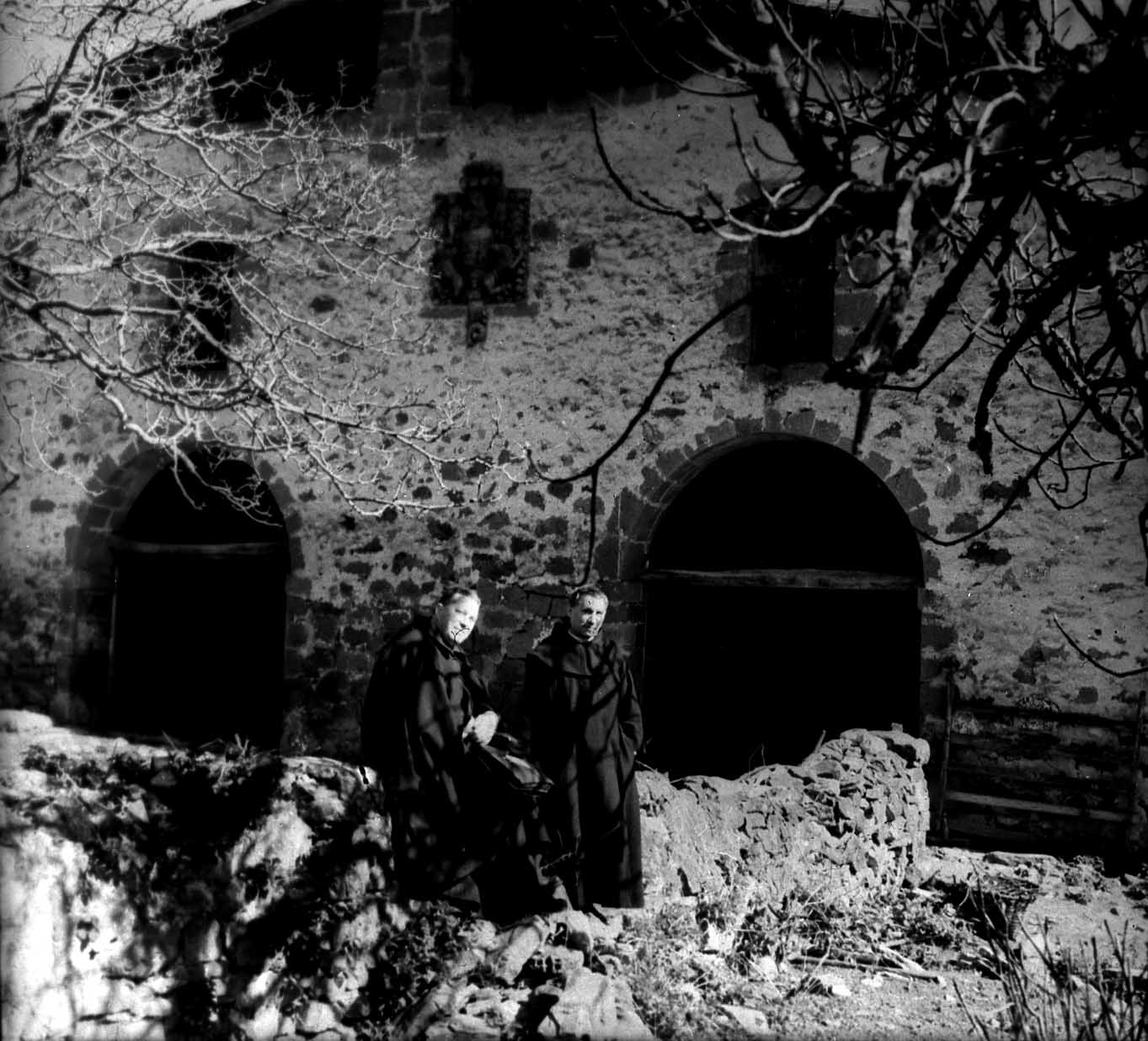
Las arcadas del caserío y dos frailes
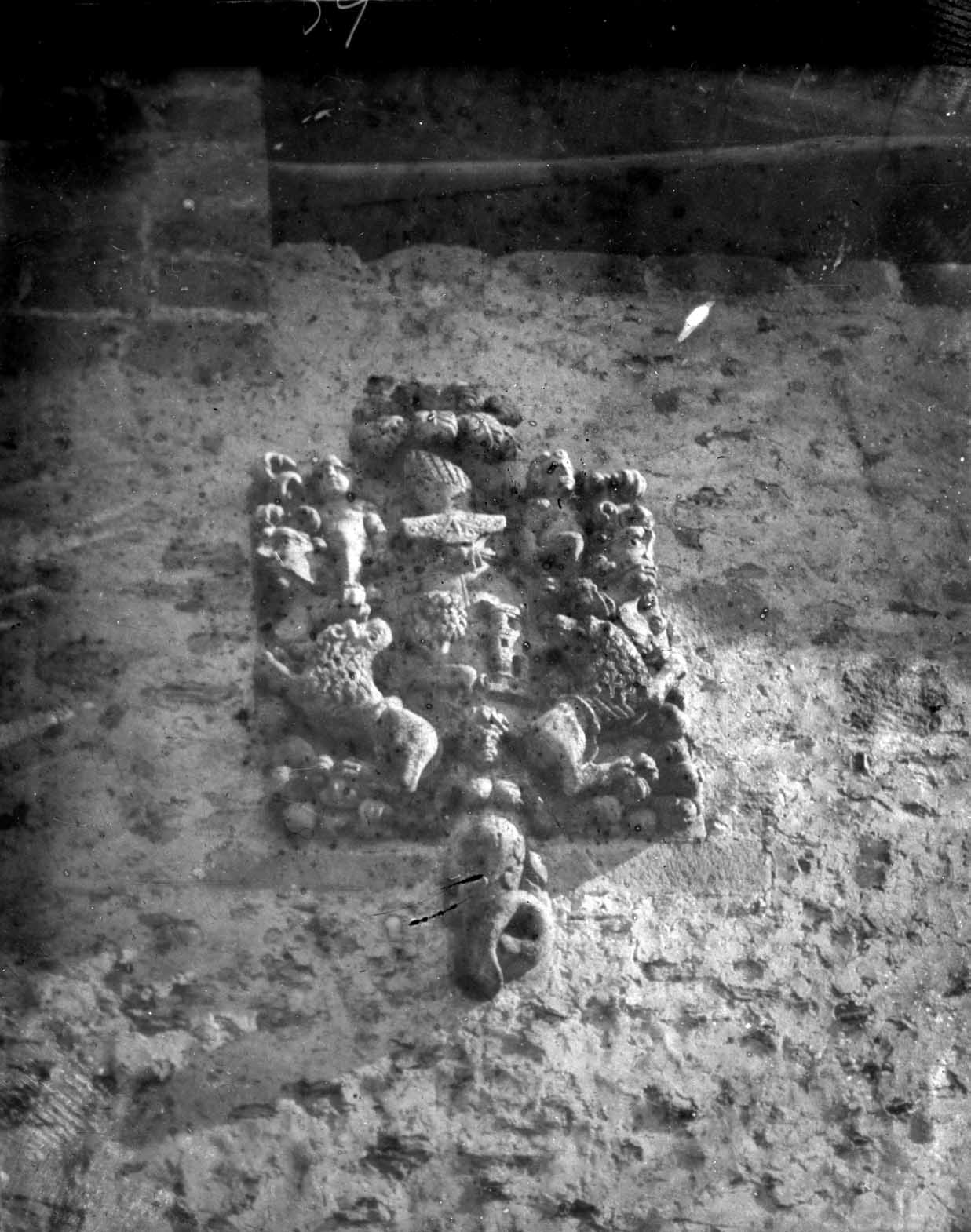
Escudo de armas de la fachada